# Aloys Feldmann

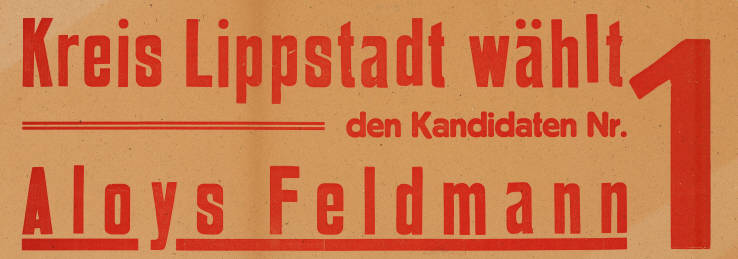
Kandidatenplakat Aloys Feldmanns zur Landtagswahl in Nordrhein-Westfalen 1947

Aloys Feldmann (* 25. April 1897 in Körbecke; † 9. Oktober 1965 in Mülheim an der Ruhr) war ein deutscher Politiker der CDU.
Aloys Feldmann studierte Rechts- und Staatswissenschaften und gehörte  seit 1919 dem wissenschaftlichen katholischen Studentenverein Unitas-Frankfurt an. Nach dem Studium war er als Syndikus tätig und ab 1932 hauptamtlicher Bürgermeister von Geseke. Bis 1933 war er Mitglied der Zentrumspartei.  1937 wurde er aus „rassischen“ und politischen Gründen aus dem Amt des Bürgermeisters entlassen und war danach Handelsvertreter und Papiersackfabrikant.
Ab 1946 war er erneut Bürgermeister und zählte 1946/47 zu den Mitbegründern der CDU Westfalen-Lippe. Feldmann war der Verfasser des nach ihm benannten Entwurfs einer neuen Gemeindeordnung für das Land Nordrhein-Westfalen. Er war 1946 bis 1950 Mitglied im Landtag von Nordrhein-Westfalen. Dem Deutschen Bundestag gehörte er seit dessen erster Wahl 1949 bis 1957 als im Wahlkreis Lippstadt–Brilon jeweils direkt ins Parlament gewählter Abgeordneter an.